# Toyota Aygo X

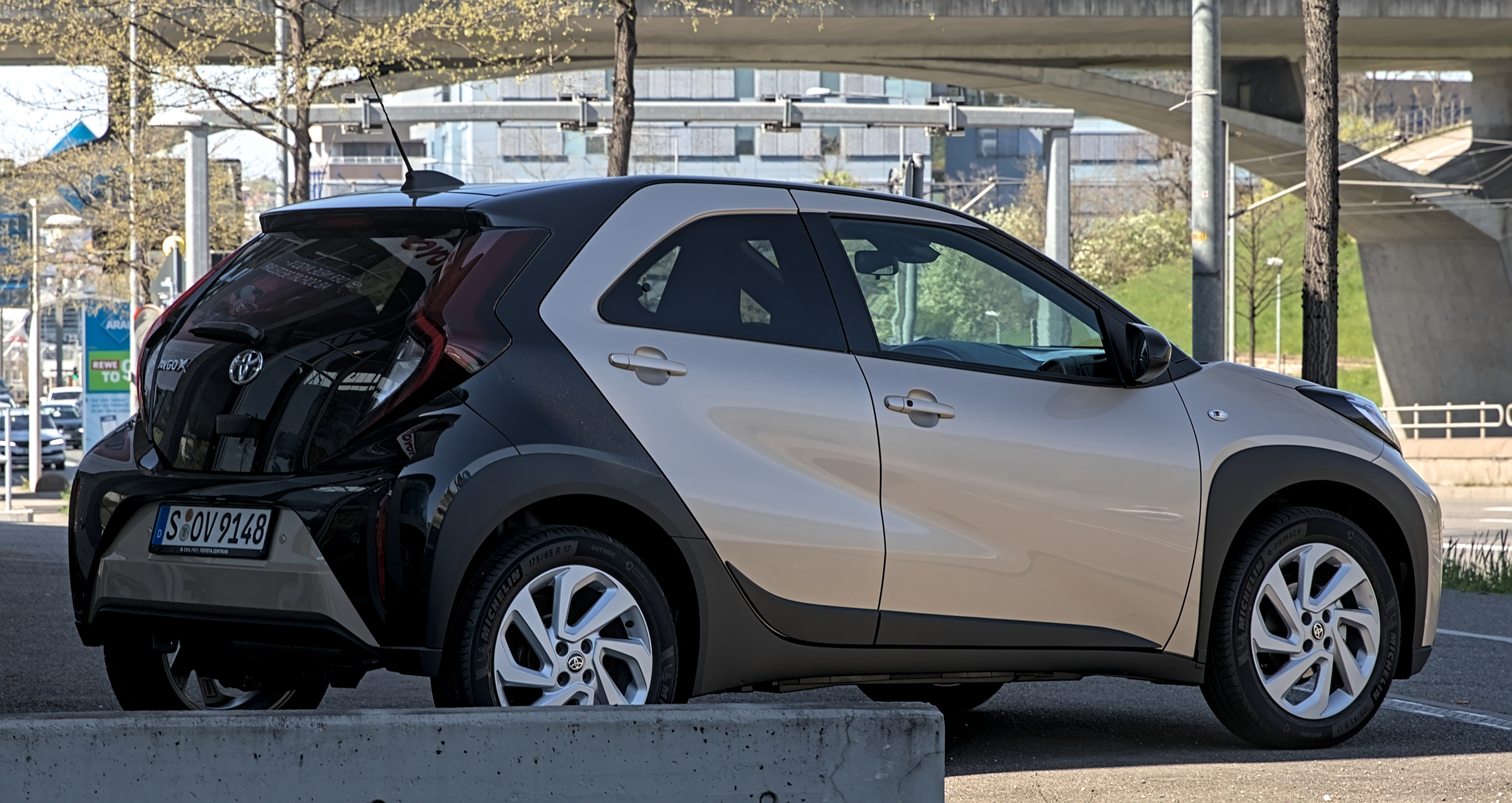
Vue arrière

La Toyota Aygo X (se prononce « Aygo Cross ») est un crossover urbain produit par le constructeur automobile japonais Toyota depuis le 5 novembre 2021. Elle remplace la petite citadine Aygo, produite en deux générations du 20 juin 2005 au 31 décembre 2021. Elle est restylée le 2 juin 2025 et devient hybride.

## Présentation
Le style de l'Aygo X de série est une réalisation du département design de Toyota Motor Europe à Zaventem, en Belgique. Elle est présentée le 5 novembre 2021. Le « X » se prononce « Cross » pour définir la citadine baroudeuse comme un crossover, à l'image des Yaris Cross ou Corolla Cross. L'Aygo X est commercialisé en tant que véhicule haut de gamme de la catégorie du segment A.

## Caractéristiques techniques
L'Aygo X repose sur la plateforme modulaire TNGA GA-B (Toyota New Global Architecture), version modifiée de la Toyota Yaris Cross. Elle se différencie donc des deux premières générations d'Aygo qui étaient produites, en collaboration avec le Groupe français PSA, sur la plateforme des Citroën C1 et Peugeot 107 / 108 dans l'usine de TPCA à Kolín en République tchèque, où l'Aygo X est aussi produite.
Elle est uniquement disponible en version 5 portes et propose comme la précédente génération une version découvrable. Cette déclinaison est appelée Aygo X Air.

### Motorisation
L'Aygo X est équipée d'une motorisation unique. Elle reçoit un trois cylindres essence (KR-FE) de 998 cm3, d'une puissance de 72 ch associé à une boîte manuelle ou automatique (S-CVT). Le moteur 1KR-FE de 1,0 litre est repris des modèles Aygo précédents.
| Logo de Toyota              | Caractéristiques techniques            | Caractéristiques techniques            |
| Logo de Toyota              | Toyota Aygo X                          | Toyota Aygo X                          |
| --------------------------- | -------------------------------------- | -------------------------------------- |
| Moteur                      | 3-cylindres en ligne 12 soupapes VVT-i | 3-cylindres en ligne 12 soupapes VVT-i |
| Code moteur                 | 1KR-FE                                 | 1KR-FE                                 |
| Alimentation                | Atmosphérique                          | Atmosphérique                          |
| Cylindrée (cm3)             | 998                                    | 998                                    |
| Puissance maximale ch (kW)  | 72 (53)                                | 72 (53)                                |
| au régime de (tr/min)       | 6000                                   | 6000                                   |
| Couple maximal (N m)        | 93                                     | 93                                     |
| au régime de (tr/min)       | 4400                                   | 4400                                   |
| Boîte de vitesses           | Manuelle à 5 rapports                  | S-CVT                                  |
| Transmission                | Traction                               | Traction                               |
| Vitesse maximale (km/h)     | 158                                    | 151                                    |
| 0-100 km/h (s)              | 14,9                                   | 14,8                                   |
| Consommation (L/100 km)     | 4,8-4,9                                | 4,9-5,0                                |
| Émissions de CO2 (g/km)     | 108-110                                | 112-114                                |
| Capacité du réservoir (L)   | 35                                     | 35                                     |
| Coefficient de traînée (Cx) | 0,32                                   | 0,32                                   |
| Masse à vide (kg)           | 940                                    | 940                                    |
| Norme environnementale      | Euro 6D                                | Euro 6D                                |

## Finitions

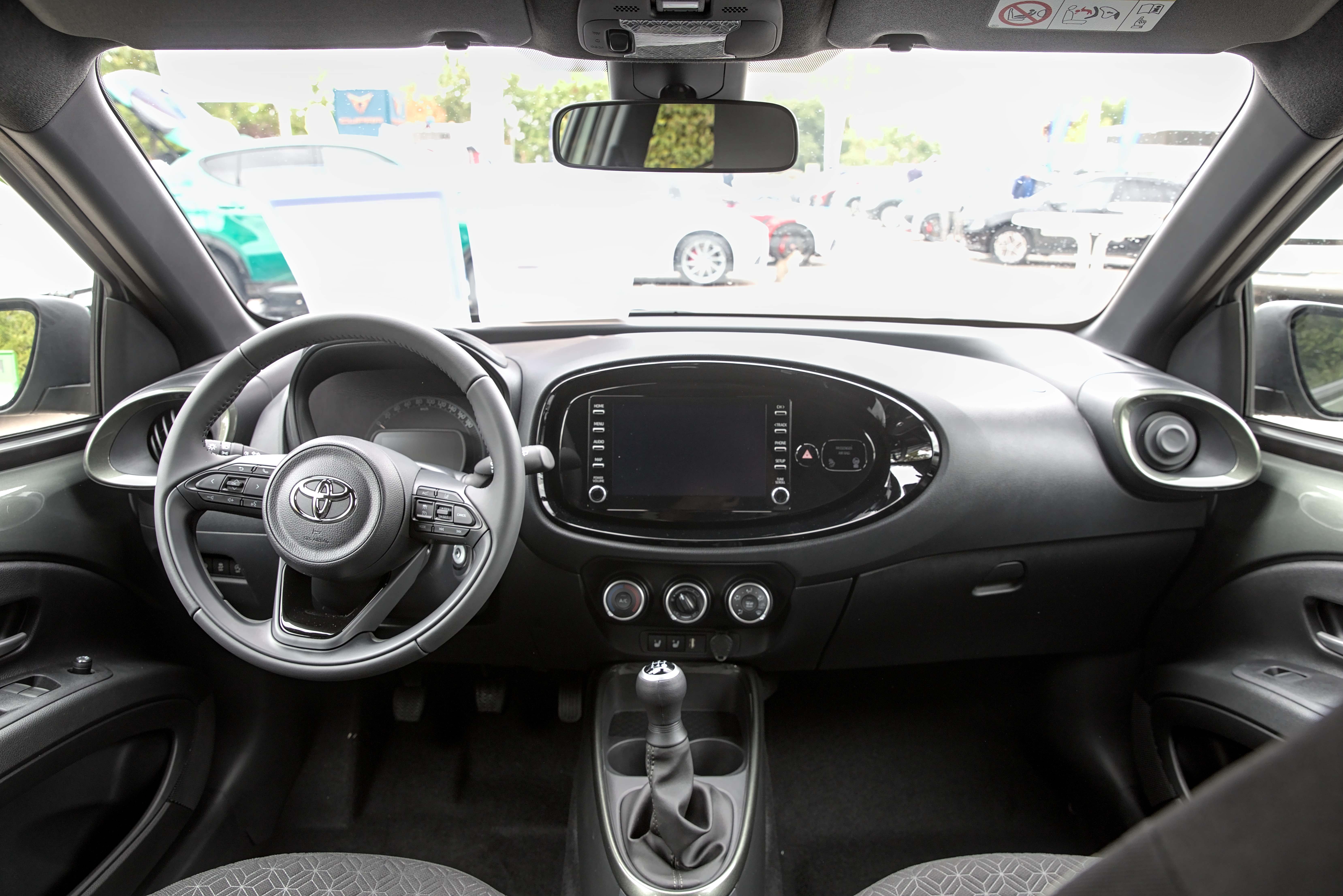
Intérieur

Les finitions hautes peuvent disposer d'une teinte de carrosserie bi-ton avec la partie arrière noire. À l'intérieur, l'écran multimédia varie de 7 à 9 pouces suivant les finitions.
L'Aygo X est dotée de protections de carrosserie et des passages de roues en plastique pour marquer son côté baroudeur, et elle est chaussée de grandes jantes, 17 pouces de base et 18 pouces pour les versions haut de gamme.
- Active[12]
- Dynamic
- Design
- Collection
- Air Design et Air Collection (à partir de juillet 2022)[9]

Couleurs
Quatre nouvelles teintes sont disponibles :
- Cardamome (vert)
- Piment (rouge)
- Gingembre (beige)
- Genièvre (bleu)

Options
L'Aygo X peut recevoir en option un système audio premium JBL, ou un toit ouvrant en toile.

### Série limitée
- Aygo X Air Limited
  - Uniquement les six premiers mois de commercialisation[3].
- Aygo X Undercover (2023), 5000 exemplaires en Europe dont 75 pour la France[15]
- Aygo X JBL Edition (2024)[16]

## Phase 2 (à partir de 2026)
Un restylage de l'Aygo X est présenté le 2 juin 2025, avec une commercialisation prévue pour janvier 2026. À cette occasion, la motorisation hybride de la Yaris IV de 116 ch, associant un trois cylindres 1.5L à un moteur électrique, remplace la précédente motorisation thermique de 72 ch. Extérieurement, elle est rallongée de 8 cm pour atteindre 3,78 m.

## Concept car
La Toyota Aygo X est préfigurée par le concept car Aygo X Prologue présenté le 17 mars 2021